# Trimatele
 Trimatele  (engleză The Trimates, cunoscute și ca Îngerii lui Leakey) este o denumire colectivă pentru un grup excepțional de trei primatologi femei, devenite, în timp, cei mai autorizați experți în cele trei grupuri mari de primate: Jane Goodall pentru cimpanzei (Pan troglodytes), Dian Fossey pentru gorilele de munte (Gorilla beringei beringei) și Birutė Galdikas pentru urangutani (Pongo pygmaeus).
Trimatele, de fapt, Jane Goodall, Dian Fossey și Birutė Galdikas, au fost special alese de antropologul și paleotologul Louis Leakey pentru a studia primatele în mediul lor natural. Ideea de bază, care a stat la conceptualizarea studierii celor trei tipuri importante de primate (cimpanzeii, gorilele și urangutanii) a fost că femeile primatologi – datorită instinctelor lor materne – sunt mult mai potrivite pentru studierea acestora decât bărbații primatologi.

## Denumirea grupului
Denumirea de Trimate, (în original, The Trimates) le-a fost conferit celor trei primatologi femei de paleontologul și antropologul keniano – britanic Louis Leakey (mentorul lor, care le-a și ales), prin combinarea prefixul tri - trei - cu finalul cuvantului pri * mate, desemnând importanța studierii intensive și extensive, în mediul lor natural, a acelor trei mari grupuri de primate de către femei – primatologi, al căror instinct matern nativ, adaptabilitate, empatie și reziliență sunt superioare calităților similare ale bărbaților primatologi.

## Istoric
Misterul care „învăluia” evoluția umană, precum și legătura dintre primate și diferite „încercări de evoluție” spre omul modern, au stârnit puternic interesul lui Louis Leakey pentru etologia primatelor, interes care a provenit din încercările sale de a recrea mediul în care primata, Proconsul, a trăit în regiunea insulei Rusinga, aflată în estul Lacului Victoria, apaținând Kenyei. Întrucât antropologul și paleontologul a văzut asemănări clare între acest mediu și habitatul cimpanzeilor și gorilelor, încă din anii de mijloc ai carierei sale, a încercat să găsească observatori, care urmau a deveni cercetări foarte specializați ai acelor specii de primate.
După primele încercări (nereușite) încă din 1946, Leakey și-a trimis secretara, Rosalie Osborn, în 1956, pe Muntele Muhabura din Uganda, pentru a „ajuta la obișnuirea” gorilelor cu oamenii., dar aceasta s-a întors în Anglia după doar patru luni. Leakey se gândea să-și ia singur importanta „slujbă,” creată de el însuși, când, „întâmplător și providențial,” britanica Jane Goodall i-a atras în mod evident atenția.
Pentru a finanța cercetarea lui Goodall la Gombe Stream Preserve, Leakey a creat Centrul de Cercetare al Primatelor Tigoni, la nord de Nairobi, Kenya, în 1958. Cu donații din varii surse precum Societatea Națională Geografică și Fundația Wilkie, Centrul de Cercetare Tigoni a ajutat la asigurarea finanțării pentru toate cele trei femei pe care Leakey le-a numit „The Trimates.” După ce Kenya a obținut independența, centrul a devenit Centrul Național de Cercetare al Primatelor. Mai târziu, același centru a fost redenumit Institutul de Cercetare al Primatelor al Muzeelor Naționale din Kenya, fiind situat în Nairobi.
Jane Goodall și Dian Fossey progresaseră semnificativ în cercetările lor de lungă durată din Africa, la data decesului lui Louis Leakey, în 1972, în timp ce primatologul lituaniano-canadian Birutė Galdikas de abia începuse studierea generală a situației urangutanilor din Indonezia. Oricum, în timp, și Galdikas urma să devină una din cercetătoarele de vârf ale primatelor, precum Goodall și Fossey.
Un al patrulea cercetător, Toni Jackman, fusese selectat de pentru a studia maimuțele bonobo, în Africa, dar logistica necesară (finananțarea, acreditarea și obținerea tuturor permisiunilor) nu fusese realizată înainte de decesului lui Leakey, iar, după aceea, ideea nu a mai fost finalizată.

## Jane Goodall

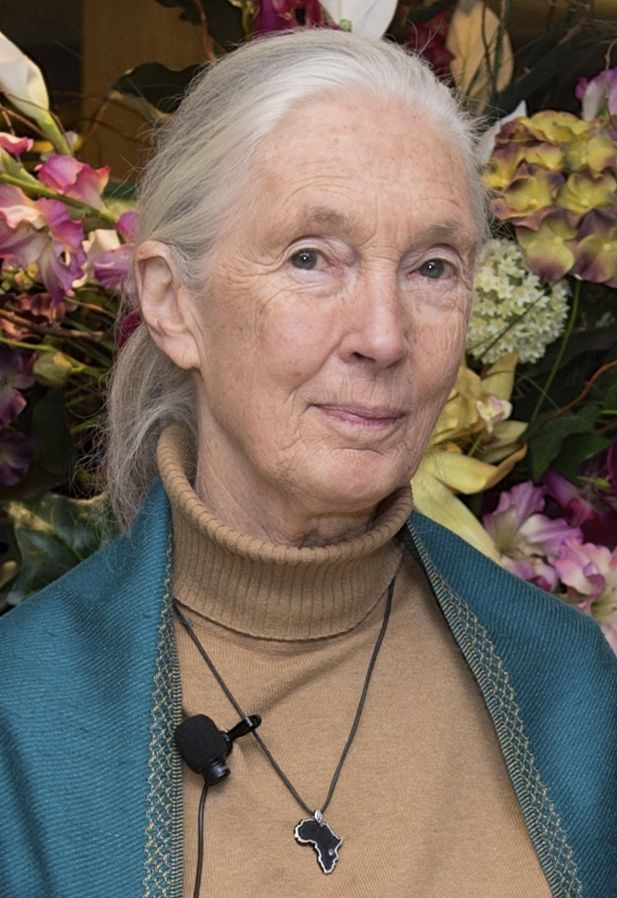
Jane Goodall în 2015

Jane Goodall a început pentru prima dată studierea cimpanzeilor, în mediul lor natural, în Gombe Stream National Park din Tanzania. Goodall, care primise în copilărie o păpușă cimpanzeu, fusese mereu extrem de pasionată de animale și de Africa, iar urmarea este deloc surprinzătoare. A ajuns în podișurile din Kenya, la ferma unui prieten, în 1957. Apoi, obținând un post de secretară, la îndemnul aceluiași prieten, l-a sunat pe Louis Leakey în ideea de a discuta despre animalele specifice Africii, printre care primatele africane erau la loc de cinste. Convorbirea dintre cei doi a avut impactul uriaș de mai târziu.
Pentru a începe a studia cele patru grupe de maimuțe mari (bonobo, cimpanzei, gorile și urangutani), Leakey căuta un cercetător care să se concentreze strict pentru cimpanzei, dar a păstrat ideea pentru el pentru destul timp. În schimb, dorind a o studia, a insistat că Goodall ar putea lucra pentru el ca secretară. După ce a obținut aprobarea co-cercetătoarei și a soției sale, renumita paleoantropolog britanic Mary Leakey, Louis a trimis-o pe Goodall la Defileul Olduvai, pentru a studia, mai întâi, acel loc de imens potențial paleontologic. Apoi, și-a mărturisit planurile de bătaie lungă și foarte lungă. Desigur, mai întâi, trebuiau găsite surse de finanțare al unui astfel de proiect de asemenea anvergură.
Ca parte de pregătire a studierii primatelor, în 1958, Leakey a trimis-o pe Jane Goodall la Londra pentru a studia comportamentul primatelor cu Osman Hill, respectiv anatomia acestora cu John Napier. Între timp, au fost găsite fonduri pentru acest proiect pilot și, în 1960, suficient de bine pregătită, Goodall a ajuns la Gombe fiind însoțită de chiar mama ei, Vanne Morris-Goodall. Prezența mamei, Vanne, fusese necesară pentru a satisface cerințele formulate de David Anstey, comisarul șef al parcului național, care era preocupat de siguranța unei femei singure, aflată acolo, pemtru studierea cimpanzeilor.
Întrucât, dubiile comisarului șef față de abilitățile candidatei Goodall persistau, acesta a anulat permisul oferit, insistând ca înainte de a îl reinstala, entuziasta britanică să facă un fel de acomodare cu etologia maimuțelor africane, studiind specia mult mai mică (ca talie) și mai „blândă," a maimuțelor vervet, comune Africii de est si de sud. După ce Jane a trecut cu succes acel „test," permisul a fost reistalat.

## Dian Fossey

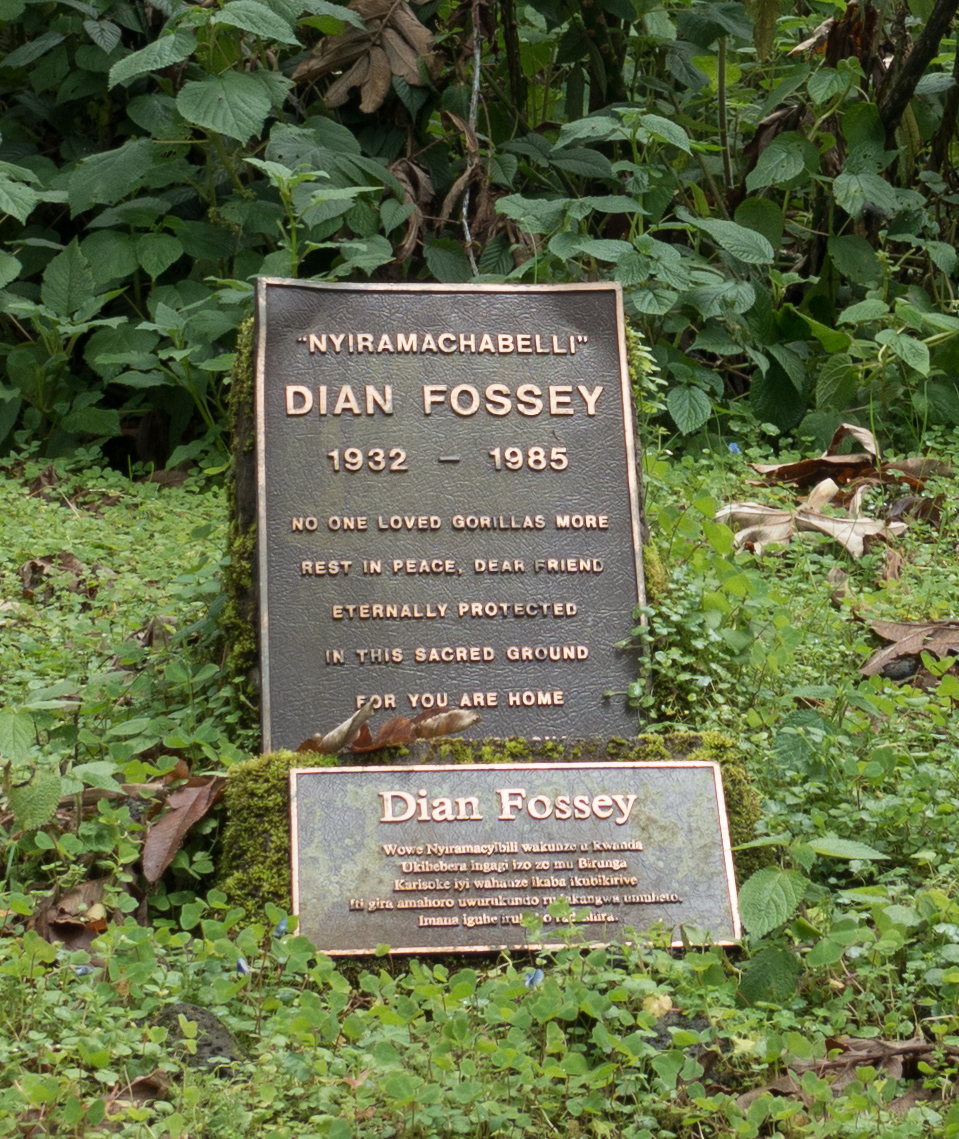
Mormântul cercetătoarei Dian Fossey (1932-1985)

Urmând „alte cărări,” în 1967, Dian Fossey și-a început studiile sale extensive ale gorilelor de munte al căror habitat unic este la baza și pe pantele Munților Virunga din Rwanda.
Înainte de marea aventură a vieții sale, Fossey a trăit o viață destul de retrasă ca terapeut pentru copii cu dizabilități, activând în statul California. Mai târziu, în încercarea de a stabili relații apropiate cu gorilele de munte, abilitățile dobândite în cursul practicării ocupației sale anterioare de terapeut i-au folosit cu brio.
Fiind dintotdeauna interesată de animale, de Africa și de științele veterinare, Dian a împrumutat în 1963 o sumă echivalentă a unui salar anual mediu de atunci și a participat la o călătorie complexă, având mai multe obiective, în Africa. Astfel, în septembrie 1963, entuziasta americană a ajuns în Nairobi, Kenya, unde l-a cunoscut pe actorul William Holden, proprietarul hotelului Treetops. Acesta, înțelegând cam ceea ce ar dori Dian să vadă, i l-a prezentat pe ghidul său de safari, John Alexander. 
Alexander, devenit ghidul ei pentru următoarele șapte săptămâni prin Kenya, Tanzania, Republica Democratică Congo și Rhodesia, astăzi Zimbabwe, a inclus vizite la Tsavo, cel mai mare parc național din Africa, la lacul sărat Manyara, faimos pentru că atrage stoluri uriașe de flamingo, și la craterul Ngorongoro, cunoscut pentru abundența faunei sălbatice.
Ultimele două locuri vizitate au fost Cheile Olduvai din Tanzania (situl arheologic primordial al lui Louis și Mary Leakey) și Muntele Mikeno din Congo, unde, în 1959, zoologul american George Schaller a efectuat un studiu de pionierat de un an de zile asupra gorilei de munte.
În Olduvai Gorge, Fossey i-a întâlnit pe soții Leakey, ambii paleotologi, care examinau zona, în căutare de fosile de hominizi. Înainte de orice, aproape anecdotic, Dian Fossey a intrat în atenția lui Louis Leakey prin gafe, așa cum fuseseră căderea într-o tranșee de lucru a soților Leakey, unde și-a luxat glezna și apoi vomitând pe scheletul fosil al unei girafe.
Dar, foarte important, precum în cazul lui Jane, Leakey a sesizat imediat imensa dorință a americancei de a studia animalele Africii și primatele, în special. Astfel, Louis Leakey, devenit, de facto, mentorul său de carieră, i-a vorbit lui Fossey despre activitatea primatologului englez Jane Goodall și despre importanța cercetărilor pe termen lung, intensive și extensive, asupra marilor primate, în habitatele lor naturale.

## Birutė Galdikas

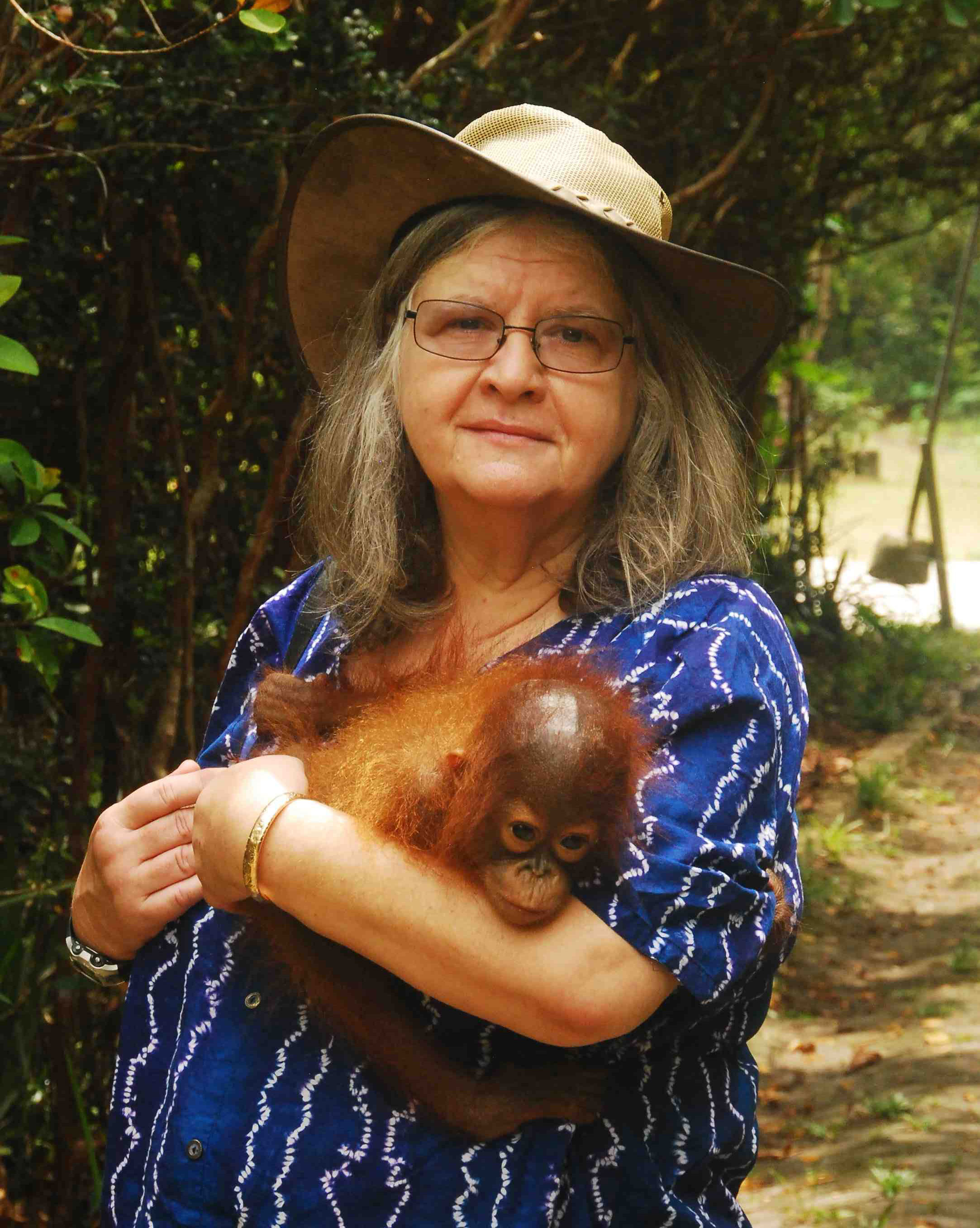
Birutė Galdikas în 2011

Primele două Trimate, Goodall și Fossey erau foarte bine „ancorate” în munca lor și avansaseră semnificativ în studiile lor asupra cimpanzeilor și, respectiv, a gorilelor de munte, când Birutė Galdikas îl întâlnise pe Louis Leakey, la prezentarea acestuia a complexei și importantei munci de studiere a primatelor în mediul lor natural.
Acea conferință, avusese loc în martie 1969, fiind prezentată de Leakey la UCLA, la vremea când Birutė fusese studentă în anul ei terminal. În același an, 1969, Galdikas urma să obțină gradul de master's degree în antropologie de la UCLA.
Întrucât Galdikas cunoștea destul de bine munca de pionierat făcută de Goodall și Fossey, din varii surse, printre care atenția, acordată de prestigioasa revistă lunară a National Geographic Society britanicei și americancei, figurau la loc de cinste, Birutė se orientase deja, fiind determinată să studieze urangutanii, care lipseau total din cercetări. Ca atare, a rămas, după lecturarea conferinței, ca să îi prezinte lui Leakey ideea și determinarea sa în a studia urangutanii. Printre convorbirile lui Leakey cu diverși entuziaști ai temelor prezentate, Galdikas a reușit să îl convingă pe marele antropolog și paleotolog de susținerea demersului ei de a studia urangutanii în mediul lor natural. Totul se articula incredibil de precis întrucât Leakey realmente dorea să găsească un observator calificat al observării urangutanilor, fiind anterior refuzat ne-echivoc de Goodall, căreia studiul cimpanzeilor îi absorbea toată atenția și energia.
Sesizând puternicul potențial al viitoarei antropolog, precum în cazurile lui Goodall și Fossey, Leakey a avut un interviu cu Galdikas, în următoarea zi, la locuința cuplului Joan și Arnold Travis, „baza” lui Louis Leakey din sudul statului american California, atunci când kenyano-britanicul făcea prezentări și ținea conferințe despre munca sa și domeniile adiacente, pe care le considera importante, atunci când era prezent în zona de vest a Statelor Unite. Considerând rezultatul interviului ca fiind pozitiv, Leakey a acceptat aplicația lui Birutė și a început a face aranjamente pentru a organiza o expediție în următoarele luni, având toate permisiunile necesare unei astfel de „aventuri.” Lucrurile s-au desfășurat, mai apoi, suficient de bine, și, în 1971, cea de-a treia Trimată a început importanta sa muncă, ce va dura peste 50 de ani, de studiere a urangutanilor din junglele insulei Borneo.